# ريكي روميرو
ريكي روميرو (بالإنجليزية: Ricky Romero)‏ هو لاعب كرة قاعدة أمريكي، ولد في 6 نوفمبر 1984 في إيست لوس أنجيلس في الولايات المتحدة.

## وصلات خارجية
- ريكي روميرو على موقع دوري كرة القاعدة الرئيسي (الإنجليزية)
- ريكي روميرو على موقعبيزبول رفرنس.كوم (الدوري الرئيسي) (الإنجليزية)
- ريكي روميرو على موقعبيزبول رفرنس.كوم (الدوري الثانوي) (الإنجليزية)
- ريكي روميرو على موقع إي إس بي إن.كوم (أم.أل.بي) (الإنجليزية)
- ريكي روميرو على موقع مشجعي الرسوم البيانية (الإنجليزية)